# (5048) Moriarty
(5048) Moriarty (1981 GC) – planetoida z pasa głównego asteroid okrążająca Słońce w ciągu 4,26 lat w średniej odległości 2,63 j.a. Odkryta 1 kwietnia 1981 roku.